# John Anthony Cramer
Jhon Anthony Cramer fue dean de Carlisle y un estudioso escritor de la antigüedad clásica nacido en Suiza en 1793 y fallecido en 1848.

## Biografía
Cramer recibió su educación en Inglaterra y en 1811 fue admitido como estudiante en Christchurch, Oxford, donde se distinguió  y gradualmnente se elevó a todos los honores de la universidad y en 1831 fue señalado como el principal de New Hall Inn.
Durante este periodo citado estuvo activamente comprometido en actividades literarias y sus descripciones de Italia antigua, Asia Menor y la antigua Grecia son perdurables monumentos por su precisión y por sus investigaciones, y también dejó una disertación del paso del cartaginés Aníbal por los Alpes.
En 1842, Cramer sucedió al doctor Arnold como regius profesor de historia moderna, y  llegó a ser pastor de Binsey en 1822 y en 1844 fue nombrado dean de Carlisle.

## Obras
- A geographical and historical description of Asia Menor, Ámsterdam, 1971, 2 vols.
- The second books of the travels of Nicander Nucius of Corcyra, New York, 1968.
- Anecdota Graeca...., Ámsterdam, 1953, 4 vols.
- Catenae graecorum patrum in novum testamentum, Oxonii,1844, 8 vols.
- Catena in Acta SS. Apostolorum..., Oxonii, 1838
- A geographical and historical description of ancient Greece,...., Oxford, 1828, 3 vols.
- A dissertation on the passage of Hannibal over the Alps, London, 1828, un vol. en 8.º.
- A geographical and historical description of ancient Italy, Oxford, 1826, 2 vols en 8.º.